# Doliomyces senegalensis
Doliomyces senegalensis är en svampart som först beskrevs av Speg., och fick sitt nu gällande namn av Steyaert 1961. Doliomyces senegalensis ingår i släktet Doliomyces och familjen Amphisphaeriaceae.   Inga underarter finns listade i Catalogue of Life.